# Strandet
Strandet ist ein klassizistisches dänisches Herrenhaus in der jütländischen Kommune Skive bei Viborg. Strandet ist nicht öffentlich zugänglich, das Gebäude ist jedoch von der Straße aus sichtbar. 

## Bauliches

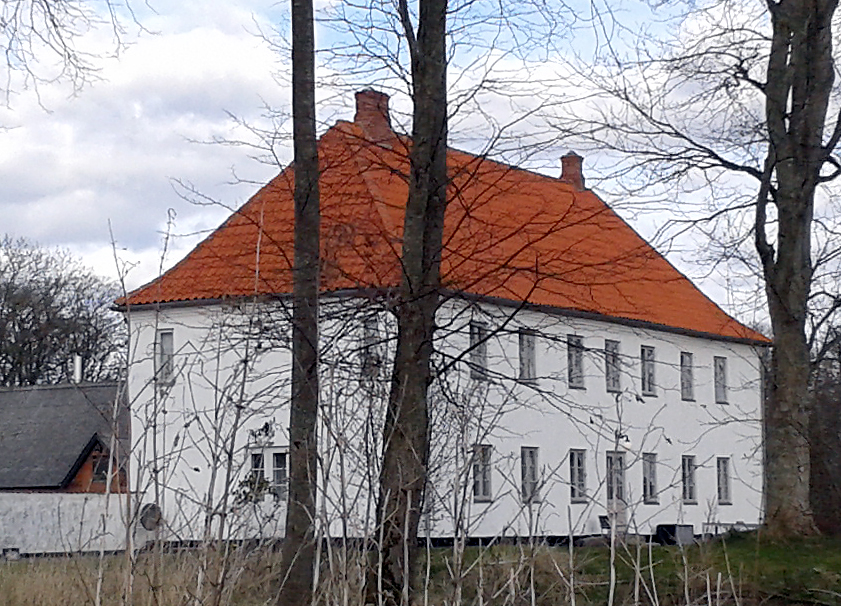
Herrenhaus Strandet

Das Herrenhaus Strandet wurde 1798 erbaut. Das Gebäude wurde in einem schlichten klassizistischen Stil errichtet und trägt ein Walmdach aus roten Ziegelsteinen. Die Fassade ist weiß verputzt. Auf der Nordseite des Gebäudes befindet sich ein weitläufiger Hof, der von Wirtschaftsgebäuden aus dem 19. Jahrhundert umgeben ist. Im Inneren sind verschiedene historische Details erhalten geblieben, darunter ein Rittersaal im Obergeschoss. Strandet verfügt über eine schöne Lage auf einer Hügelkette an der Westseite des Hjarbækfjords.

## Geschichte
Das Gut Strandet ist älter als das heutige Herrenhaus und gehörte im 15. und 16. Jahrhundert verschiedenen Angehörigen der einflussreichen Adelsfamilie Kaas. 1751 kam es in den Besitz des französischstämmigen Adeligen Pierre la Cour, der als Stammvater des dänischen Teils der Familie Dornonville de la Cour gilt. 
In den 1990er Jahren befand sich Strandet nach zahlreichen Besitzerwechseln im Zustand des fortgeschrittenen Verfalls. Eine mehrjährige Sanierung um die Jahrtausendwende rettete das Herrenhaus.
Heute wird Strandet von einer sozialen Einrichtung genutzt, die Jugendliche mit sozialen Problemen beherbergt.
Das Herrenhaus Strandet steht unter Denkmalschutz.